# Ville Waldener
Sture Vilhelm (Ville) Waldener, född 7 december 1918 i Stockholm, död 8 februari 1999 i Visby, var en svensk annonschef, målare och tecknare.
Han var son till diplomingenjören Erik Vilhelm Waldener och Ellen Elisabeth Johanna Wieselgren samt från 1943 gift med Aina Elin Hermanna Hägerth. Waldener studerade på Tekniska skolans aftonkurser 1937–1938 och vid krokikurser i Visby samt i en konstkurs för Thorsten Laubert 1948. Han medverkade sedan 1946 i Gotlands konstförenings sommarsäsonger i Visby och samlingsutställningar med provinsiell konst. Bland hans offentliga arbeten märks en väggdekoration i Visby. Hans konst består av miljöskildringar från Visby samt hamn och kustmotiv från Gotland utförda i olja, pastell, akvarell, gouache eller i form av teckningar. Waldener är representerad vid Gotlands länslasarett, Landstingets sessionssal i Visby och Visby tingshus.